# Préspes
Préspes (en grec moderne : Πρέσπες) est un dème situé dans la périphérie de Macédoine-Occidentale en Grèce. Le dème actuel est issu de la fusion en 2011 entre les dèmes de Krystallopigí et de Préspes. Son territoire entoure le Petit lac Prespa et borde le sud-est du Grand lac Prespa.